# Kostel svatého Antonína Paduánského (Melč)
Kostel svatého Antonína v Melči je římskokatolický jednolodní kostel postavený v letech 1889–1890. Kostel byl postaven podle projektu opavského stavitele Augusta Bartela za spoluúčasti jeho zaměstnance Josefa Maria Olbricha. Slavnostní konsekraci (posvěcení) vykonal 21. září 1890 pomocný biskup olomoucký Gustav hrabě Belrupt-Tissac za velké účasti kněží i lidu.

## Historie
Kostel byl vybudován v letech 1889–1890, kdy nahradil starší kostel stejného zasvěcení.